# Micro-Estado

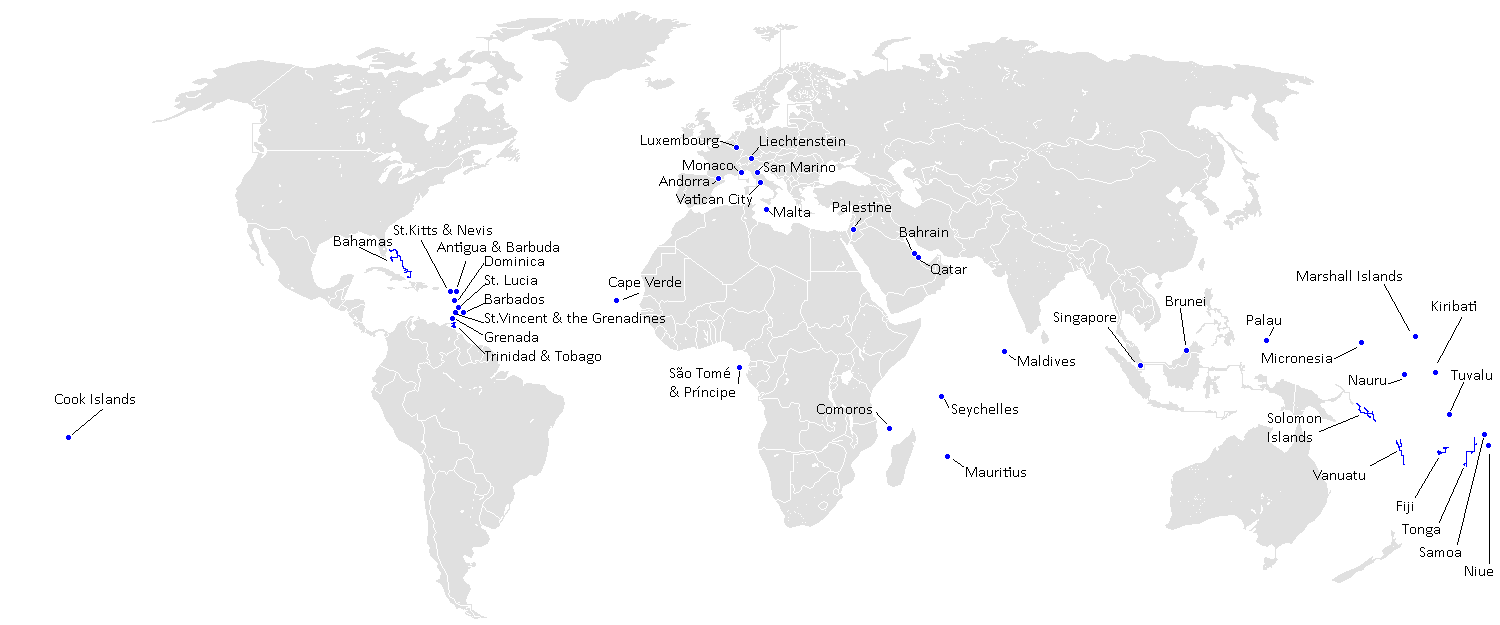
Los micro-Estados mostrados en círculo

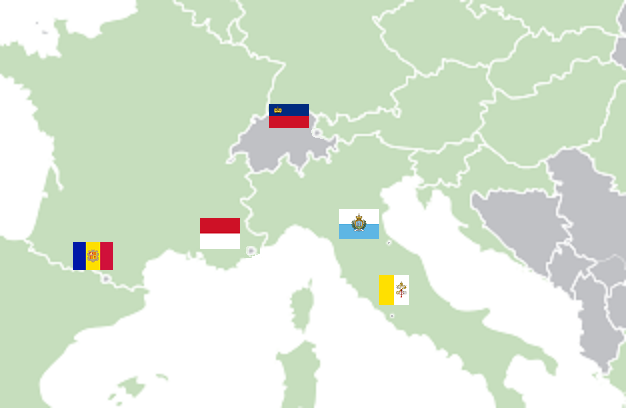
Mapa de los micro-Estados limítrofes con la Unión Europea.

Un micro-Estado o mini-Estado es un Estado soberano que tiene una población muy reducida, un territorio muy pequeño o ambos. Ejemplos de micro-Estado son: Andorra, Baréin, Liechtenstein, Mónaco, Nauru, Palaos, San Cristóbal y Nieves, San Marino, Tuvalu y la Ciudad del Vaticano. Este tipo de país ejerce una importante influencia relativa en la Asamblea General de las Naciones Unidas, en la que cada Estado, independientemente del tamaño de su territorio o población, tiene un voto.
El Estado de soberanía plena más pequeño del mundo es la Ciudad del Vaticano que, en julio de 2003, tenía 911 ciudadanos en un área de 0,44 km². La Ciudad del Vaticano no es miembro de las Naciones Unidas; sin embargo, la Santa Sede, que ejerce su soberanía sobre la Ciudad del Vaticano, tiene el estatus de observador permanente en la Asamblea General.
Los micro-Estados no deben ser confundidos con las micronaciones ni con los territorios especiales, como por ejemplo las islas Anglonormandas o la isla de Man que, por carecer de soberanía, no pueden ser consideradas micro-Estados.

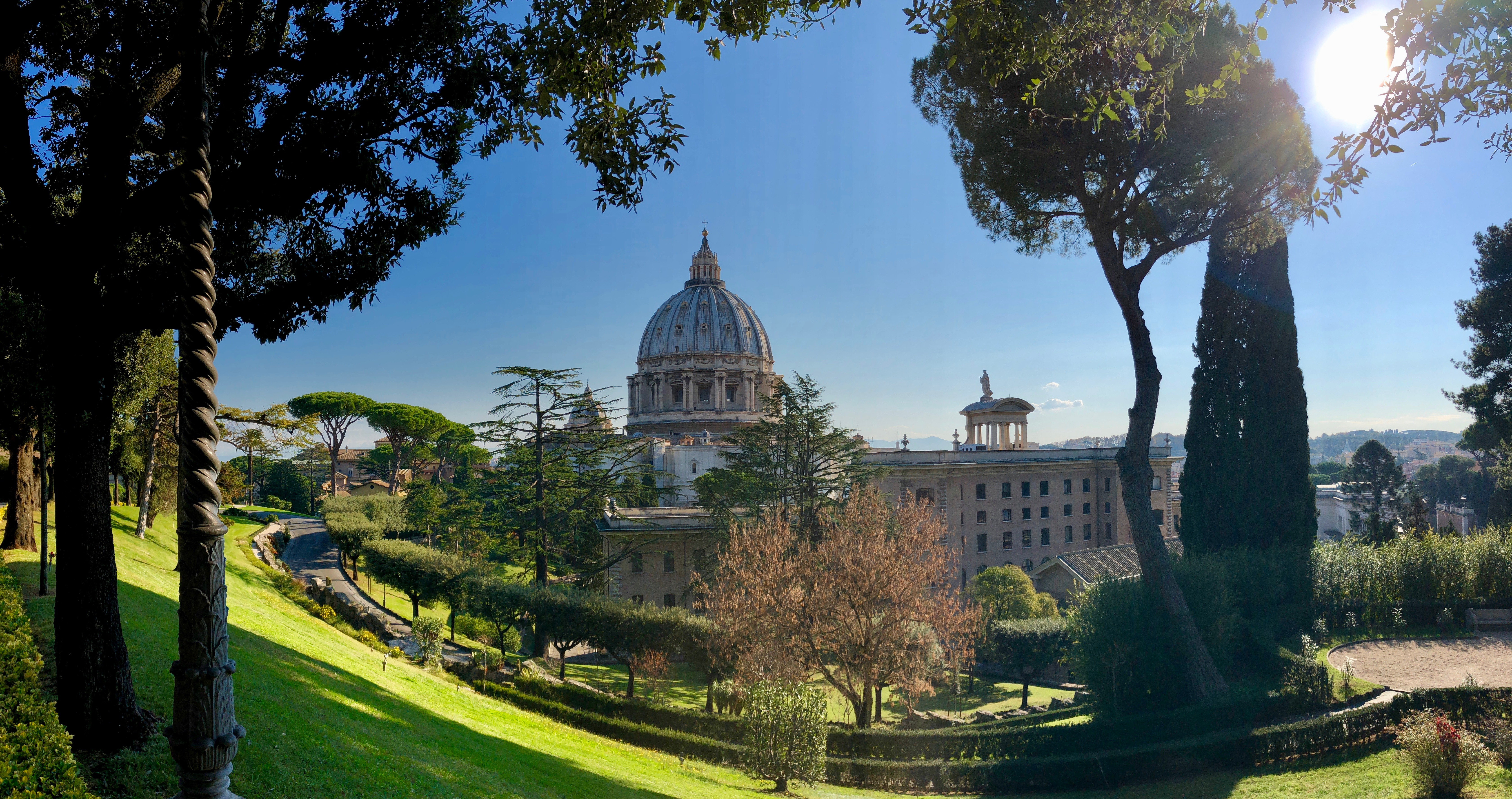
Jardines de la Ciudad del Vaticano, el Estado más pequeño del mundo

## Definiciones
La mayoría de los estudiosos identifican los micro-Estados utilizando un umbral cuantitativo y aplicándolo a una variable (como el tamaño de su territorio o población) o a un compuesto de diferentes variables. Si bien se está de acuerdo en que estos países son los más pequeños de todos los Estados, no hay consenso sobre qué variable (o variables) o qué punto de corte se debe utilizar para determinar qué unidades políticas se deben etiquetar como «micro-Estado» (en contraposición a los pequeños Estados «normales»). Si bien el empleo de criterios cuantitativos simples puede parecer sencillo, también puede percibirse como potencialmente problemático. Según algunos estudiosos, el enfoque cuantitativo para definir los micro-Estados adolece de problemas como «la incoherencia, la arbitrariedad, la vaguedad y la incapacidad de aislar de manera significativa unidades políticas cualitativamente distintas».

## Lista de Estados soberanos con menos de 1000 km²

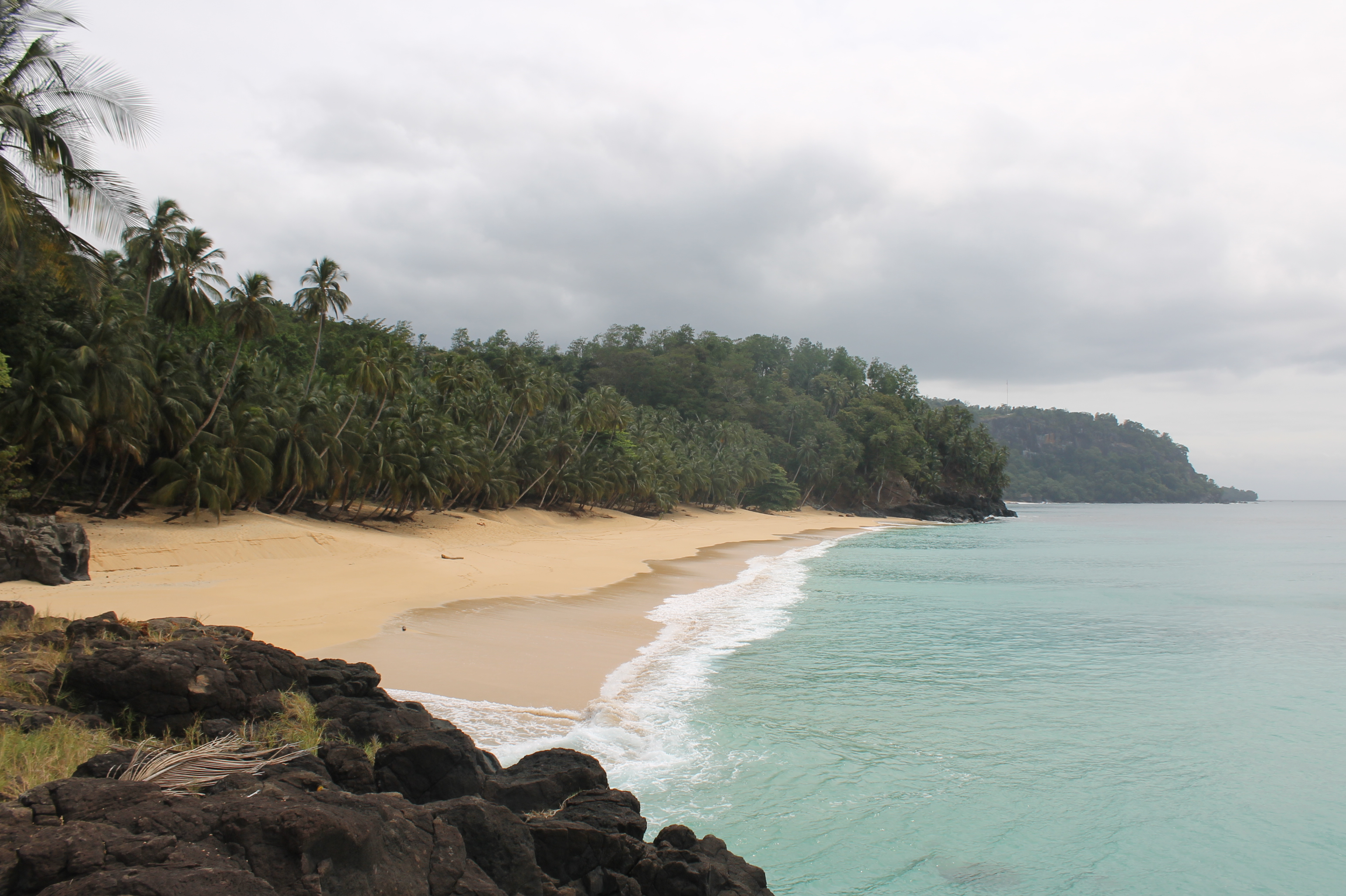
Una playa del micro-Estado de Santo Tomé y Príncipe

Esta es una lista de los Estados independientes que poseen una superficie menor a mil kilómetros cuadrados. Se omiten los territorios o dependencias de otros países:

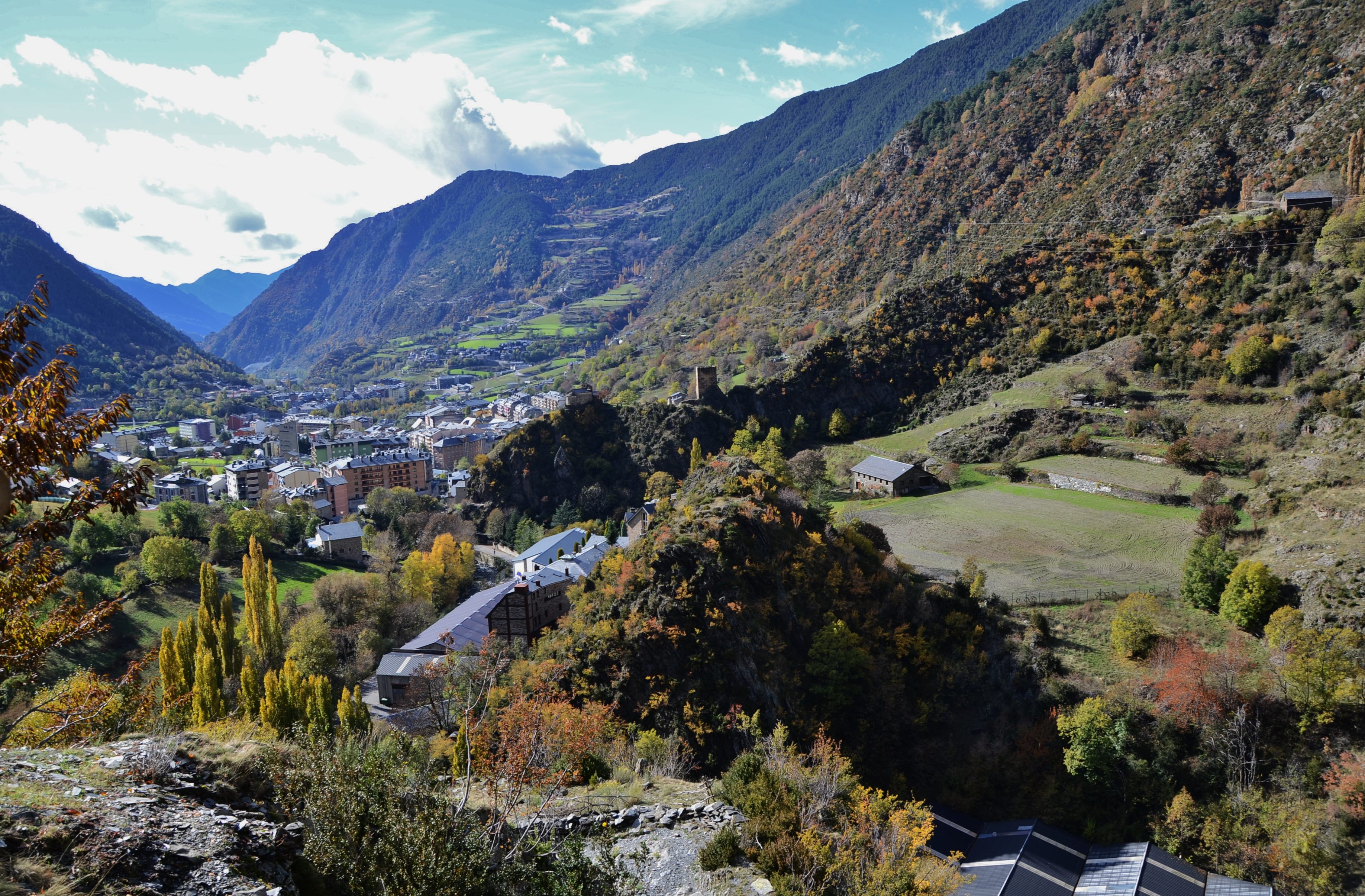
Encamp en Andorra, un pequeño estado entre España y Francia

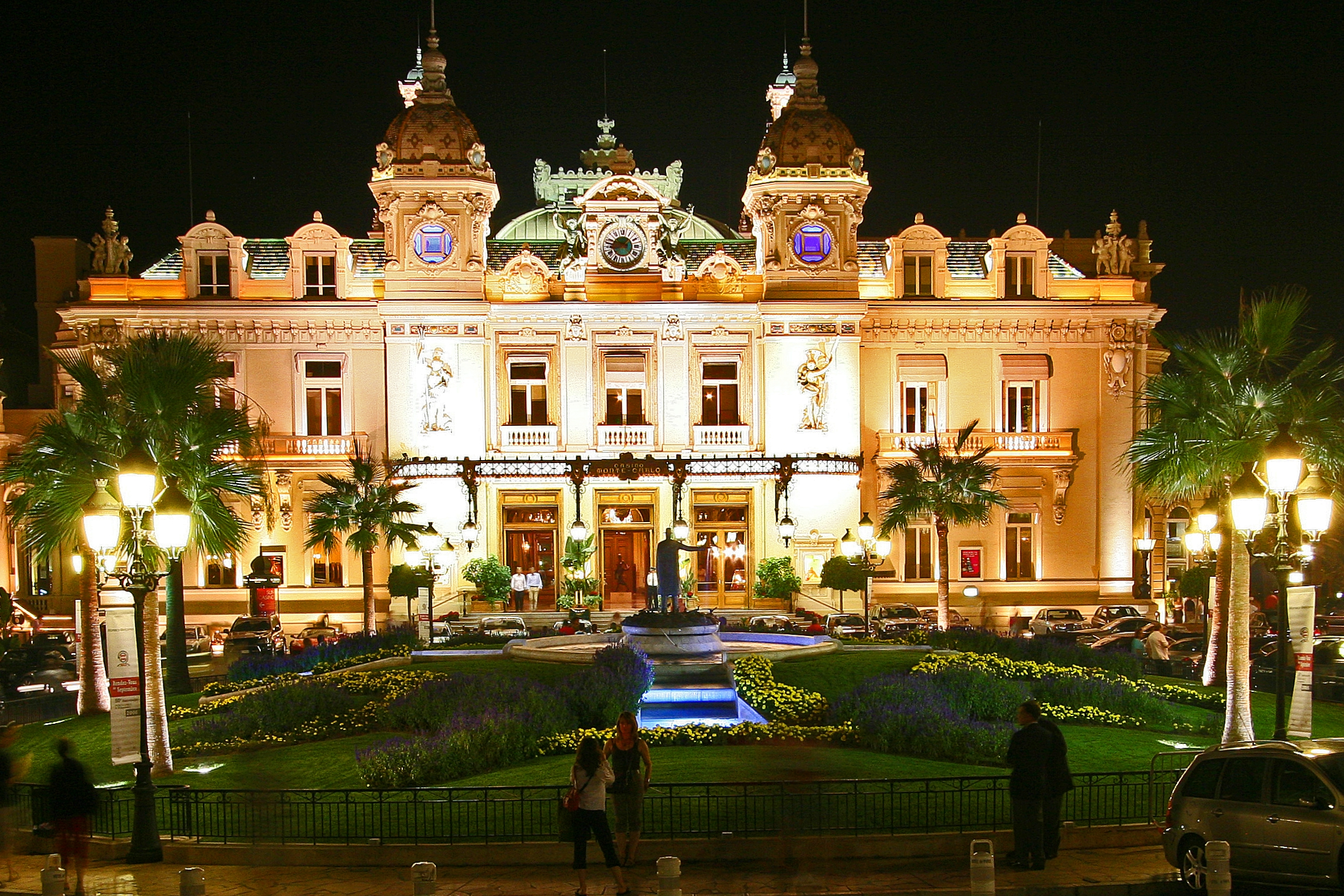
Casino de Monte Carlo, en Mónaco, el segundo país más pequeño del mundo y el primero más densamente poblado.

| Posición | Estado soberano                 | Área (km²) | Localización               | Población | Idiomas oficiales             |
| -------- | ------------------------------- | ---------- | -------------------------- | --------- | ----------------------------- |
| 1        | Ciudad del Vaticano             | 0,44       | Europa - Península itálica | 932       | Latín e italiano              |
| 2        | Mónaco                          | 2,02       | Europa                     | 36 000    | Francés                       |
| 3        | Nauru                           | 21         | Oceanía - Micronesia       | 10 000    | Nauruano e inglés             |
| 4        | Tuvalu                          | 26         | Oceanía - Polinesia        | 11 810    | Tuvaluano e inglés            |
| 5        | San Marino                      | 61         | Europa - Península itálica | 32 471    | Italiano                      |
| 6        | Liechtenstein                   | 164        | Europa Central             | 36 157    | Alemán                        |
| 7        | Islas Marshall                  | 181        | Oceanía - Micronesia       | 66 223    | Marshalés e inglés            |
| 8        | San Cristóbal y Nieves          | 261        | América, Caribe            | 38 958    | Inglés                        |
| 9        | Maldivas                        | 298        | Asia - Océano Índico       | 317 280   | Maldivo                       |
| 10       | Malta                           | 316        | Europa - Mediterráneo      | 413 609   | Maltés e inglés               |
| 11       | Granada                         | 344        | América, Caribe            | 89 512    | Inglés                        |
| 12       | San Vicente y las Granadinas    | 388        | América, Caribe            | 100 369   | Inglés                        |
| 13       | Barbados                        | 430        | América, Caribe            | 219 912   | Inglés                        |
| 14       | Antigua y Barbuda               | 442        | América, Caribe            | 87 883    | Inglés                        |
| 15       | Seychelles                      | 455        | Océano Índico/África       | 81 188    | Criollo, francés e inglés     |
| 16       | Palaos                          | 459        | Oceanía - Micronesia       | 20 842    | Palauano e inglés             |
| 17       | Andorra                         | 468        | Europa - Península ibérica | 76 246    | Catalán                       |
| 18       | Santa Lucía                     | 539        | América, Caribe            | 173 907   | Inglés                        |
| 19       | Singapur                        | 697        | Sudeste Asiático           | 5 353 494 | Inglés, malayo, chino y tamil |
| 20       | Baréin                          | 694        | Asia - Golfo Pérsico       | 1 248 348 | Árabe                         |
| 21       | Estados Federados de Micronesia | 702        | Oceanía - Micronesia       | 111 000   | Inglés                        |
| 22       | Kiribati                        | 726        | Oceanía - Micronesia       | 103 000   | Gilbertés e inglés            |
| 23       | Tonga                           | 747        | Oceanía - Polinesia        | 101 991   | Tongano e inglés              |
| 24       | Dominica                        | 751        | América, Caribe            | 73 126    | Inglés                        |
| 25       | Santo Tomé y Príncipe           | 964        | África Central             | 193 413   | Portugués                     |

## Otras definiciones
Algunos académicos han sugerido que se definan los micro-Estados en función de las características únicas que se vinculan a su pequeñez geográfica o demográfica. Los enfoques más recientes han propuesto que se examine el comportamiento o la capacidad de actuar en el ámbito internacional para determinar qué Estados deberían merecer la etiqueta de micro-Estado. Uno de esos enfoques consiste en definir los micro-Estados como "Estados modernos protegidos", según la definición propuesta por Dumienski (2014): "los micro-Estados son estados modernos protegidos, es decir, estados soberanos que han podido delegar unilateralmente ciertos atributos de soberanía a potencias más grandes a cambio de una protección benigna de su viabilidad política y económica frente a sus limitaciones geográficas o demográficas". La adopción de este enfoque permite limitar el número de micro-Estados y separarlos tanto de los pequeños estados como de las autonomías o dependencias. Entre los ejemplos de micro-Estados entendidos como estados modernos protegidos según este enfoque se encontrarían estados como Liechtenstein, San Marino, Mónaco, Niue, Andorra, las Islas Cook o Palaos. Sin embargo, se ha argumentado que tales enfoques podrían llevar a confundir los micro-Estados con los estados débiles (o estados fallidos) o a confiar demasiado en las percepciones subjetivas.
La unidad política más pequeña reconocida como estado soberano es la Ciudad del Vaticano. Sin embargo, el Profesor de Derecho Internacional Maurice Mendelson disputa la calificación de la Ciudad del Vaticano como estado, argumentando que no cumple con los "criterios tradicionales de la condición de estado" y que "el estatus especial de la Ciudad del Vaticano probablemente se considera mejor como un medio para asegurar que el Papa pueda ejercer libremente sus funciones espirituales, y en este sentido es vagamente análogo al de las sedes de las organizaciones internacionales".